# Anton Rückauf

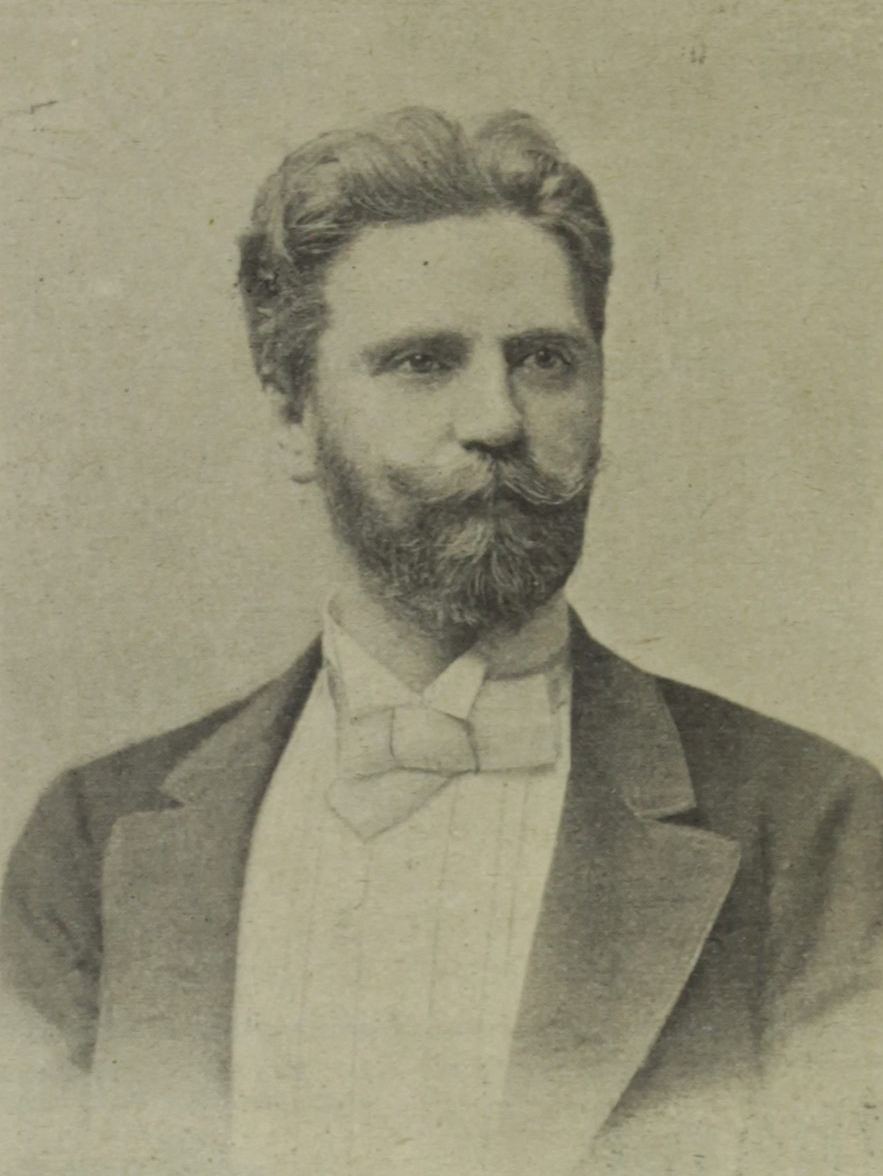
Anton Rückauf

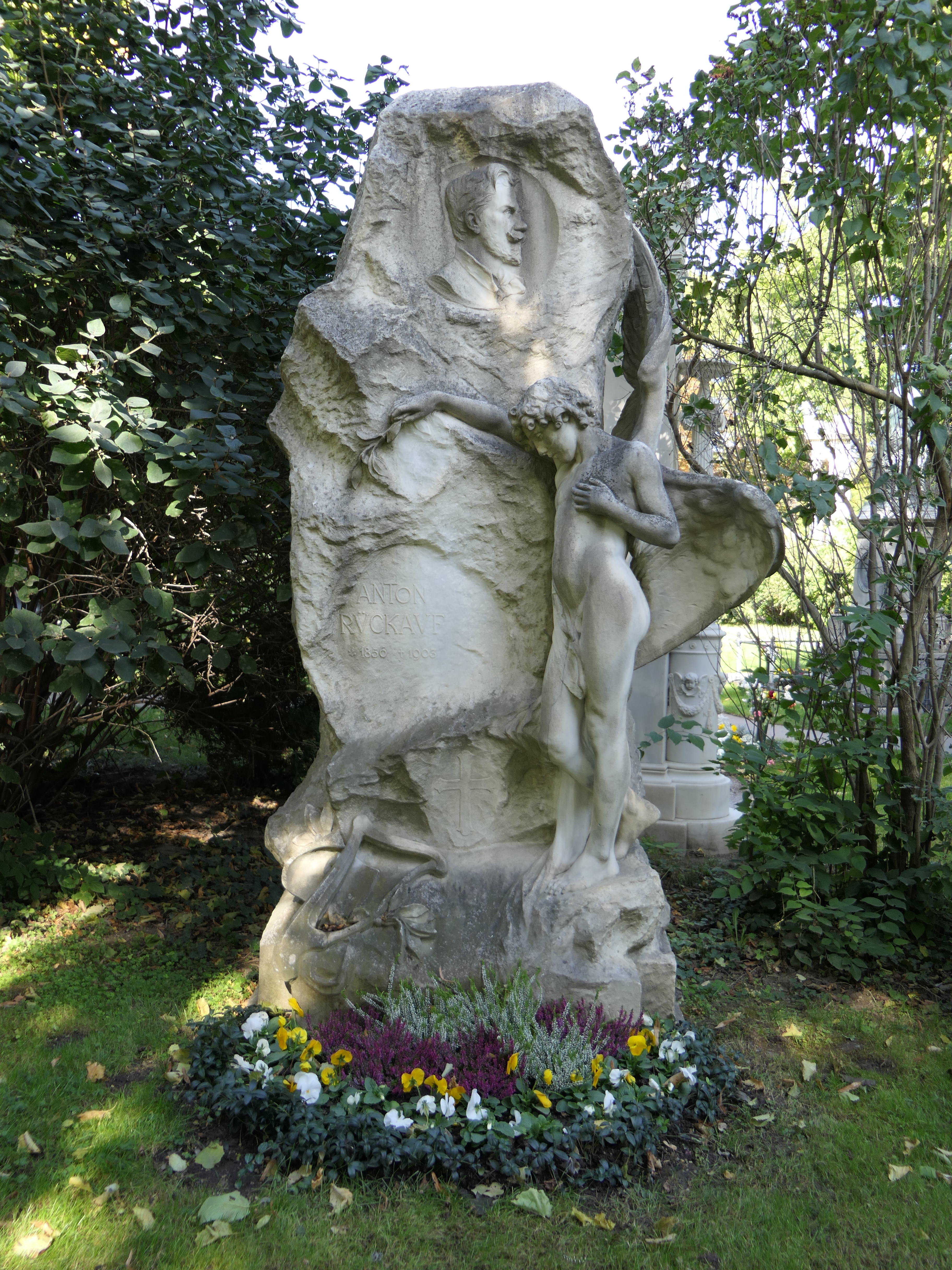
Grab von Anton Rückauf

Anton Rückauf (* 13. März 1855 in Prag; † 19. September 1903 in Alt-Erlaa bei Wien) war ein österreichischer Komponist, Pianist und Musikpädagoge.

## Leben
Er besuchte das renommierte Proksch-Institut in Prag, wo er von Marie Proksch am Klavier und von František Zdeněk Skuherský und František Blažek an der Orgel unterrichtet wurde. 1878 übersiedelte er nach Wien, wo er als Pianist und Lehrer in großbürgerlichen (Arthur Schnitzler) und adeligen Kreisen wirkte und von Martin Nottebohm und nach dessen Tod von Karl Nawratil in die Kunst des Kontrapunktierens eingeführt wurde. Ab 1885 studierte er eine Zeit lang bei Theodor Leschetitzky, der mit einer neuartigen Methode das Klavierspiel revolutioniert hatte. Von großem Einfluss auf seine künstlerische Entwicklung war die Bekanntschaft mit dem Tenor Gustav Walter: einerseits hatte Rückauf als dessen ständiger Klavierbegleiter großen Erfolg, anderseits wurde er durch ihn zu zahlreichen Liedkompositionen angeregt, die auch bei den Konzerten zur Aufführung gelangten. Rückauf starb im Alter von 48 Jahren auf Schloss Alterlaa in Erlaa bei Wien (heute Bezirk Wien-Liesing) an einem Krebsleiden.
Die Stadt Wien hat ihm auf dem Zentralfriedhof ein Ehrengrab gewidmet (Gruppe 32A, Nummer 12). Das Grabdenkmal wurde von Franz Vogl, dem Schöpfer des Raimunddenkmales gestaltet. In Oberdöbling (beim Döblinger Friedhof) erinnert die Rückaufgasse an den Künstler. Anton Rückauf war ledig und wohnte in der Kopernikusgasse 6.

## Werke
Seine Bedeutung als Komponist liegt in erster Linie in seinem Liedschaffen. Die von ihm komponierten über 100 einstimmigen Klavierlieder zeichnen sich durch sorgfältige Deklamation der Singstimme aus, die durch einen selbständigen, meist schwierigen Klavierpart unterstützt wird. Auf dem Gebiete der Kammermusik war Rückauf weniger glücklich, und auch seine Oper „Die Rosentalerin“, die in Wien abgelehnt und in Dresden 1897 aufgeführt wurde, hat ihm nicht den Erfolg gebracht, den er erwartet hatte. Von 1899 bis 1901 leitete Rückauf den evangelischen Singverein und erwarb sich in dieser Zeit durch die Veranstaltung von Renaissancemusik-Abenden beim Wiener Publikum einen guten Ruf.